# Jesús Molina
Jesús Molina (* 29. März 1988 in Hermosillo, Sonora) ist ein mexikanischer Fußballspieler, der zunächst in der Abwehr agierte und seit 2011 vorwiegend im defensiven Mittelfeld eingesetzt wird.

## Leben

### Vereine
Molina begann seine Laufbahn bei seinem Heimatverein Búhos de Hermosillo FC. Er wechselte zu den Tigres de la UANL, für die er am 24. August 2007 sein Debüt in der mexikanischen Primera División beim Auswärtsspiel gegen die Tiburones Rojos Veracruz (1:2) gab, das er gleich über die volle Distanz bestreiten durfte.
Obwohl seinerzeit noch auf der Position eines Verteidigers eingesetzt, gelangen ihm im Torneo Bicentenario 2010 bei 13 Einsätzen insgesamt sechs Tore.
Vor der Saison 2011/12 wechselte Molina zum Hauptstadtverein América, mit dem er die Meisterschaften der Clausura 2013 und der Apertura 2014 gewann. Zur Clausura 2015 ging er zum Club Santos Laguna, mit dem er ein weiteres Mal Meister wurde.
Die Saison 2017/18 verbrachte er beim CF Monterrey, mit dem er in der Apertura 2017 die Finalspiele gegen seinen ehemaligen Verein UANL Tigres erreichte. In diesem Vergleich behielt Monterreys Erzrivale die Oberhand. 
Anschließend ging Molina zu Deportivo Guadalajara und aktuell ist er für die UNAM Pumas tätig.

### Nationalmannschaft
Von 2010 bis 2018 kam Molina zu 31 Länderspieleinsätzen für die mexikanische Nationalmannschaft und er gehörte auch zum mexikanischen Aufgebot beim Konföderationen-Pokal 2013.

## Erfolge
- Mexikanischer Meister: Clausura 2013, Apertura 2014, Clausura 2015